# 無瑕級海洋監測船
無瑕級海洋監測船是一款服役於美國海軍的海洋研究船，使用拖曳式感应监视听音系统被动及主动低频声纳阵列收集水下声学数据、通过电子设备处理并提供快速反潜作战信息的传输，利用卫星向海军提供评价和分析。

## 發展
1991年3月28日，位於坦帕的美國造船廠獲得首艘艦的建造合同，並於1992年3月15日置放龍骨。然而由於在完工之前該造船廠宣告破產，因此計畫建造的其餘5艘同級艦取消，並將未完成的船體移至VT Halter Marine繼續建造，最終於2000年11月1日正式下水。

## 同級艦
| 舷號      | 艦名             | 造船廠                      | 下水       | 服役       | 退役   | 現況   | 參考  |
| --------- | ---------------- | --------------------------- | ---------- | ---------- | ------ | ------ | ----- |
| T-AGOS-23 | 無瑕號           | 美國造船廠 VT Halter Marine | 1998-08-28 | 2001-03-22 | 尚未   | 服役中 |       |
| T-AGOS-24 | 正直號 Integrity | 已取消                      | 已取消     | 已取消     | 已取消 | 已取消 | [ 3 ] |